# Leszczyński
La Maison Leszczyński (au pluriel : Leszczyńscy, au féminin : Leszczyńska) était une importante famille de la noblesse polonaise. Ses membres étaient des magnats de la République des Deux Nations avant d'accéder au trône de Pologne.

## Histoire
La famille Leszczyński est une famille de magnats. En 1473, Rafał Leszczyński obtient de l'empereur Frédéric III le titre de comte. Ce titre est conféré à « toute la famille ». Le dernier représentant de la famille principale, Stanisław Leszczyński, roi de Pologne, grand-duc de Lituanie puis duc de Lorraine, meurt en 1766.
Le nom de famille est dérivé de Leszczyna, localité aujourd'hui en périphérie de Leszno, en Grande-Pologne. La famille Leszczyński obtient le titre de comte de Leszno au sein du Saint-Empire romain germanique. La famille connaît son apogée à la fin du XVIe siècle et au début du XVIIe siècle, lorsqu'elle soutient activement le calvinisme et qu'elle fait de ses domaines de Leszno et de Baranów Sandomierski des centres importants de l'Église réformée polonaise.

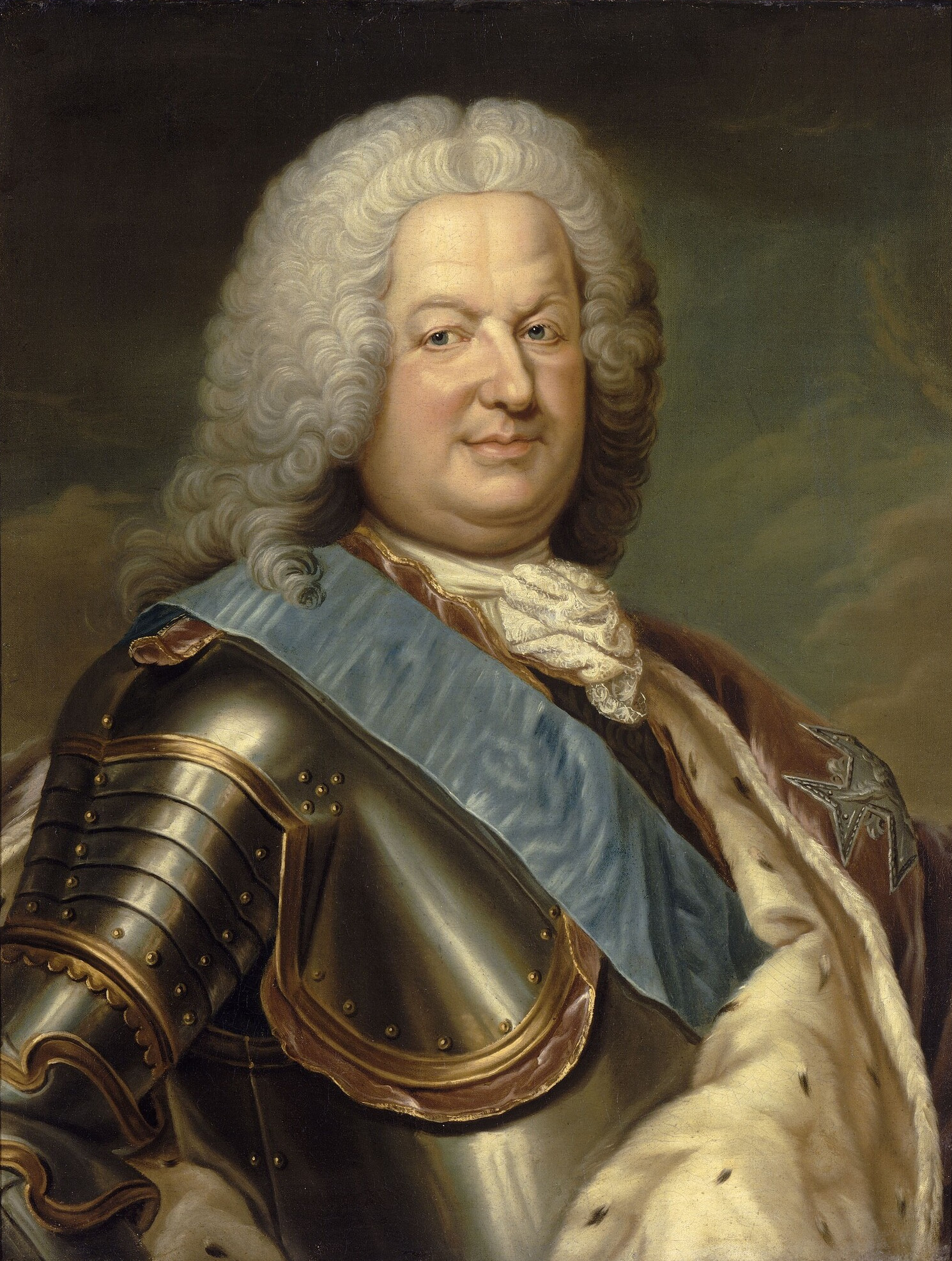
Stanislas Ier Leszczyński

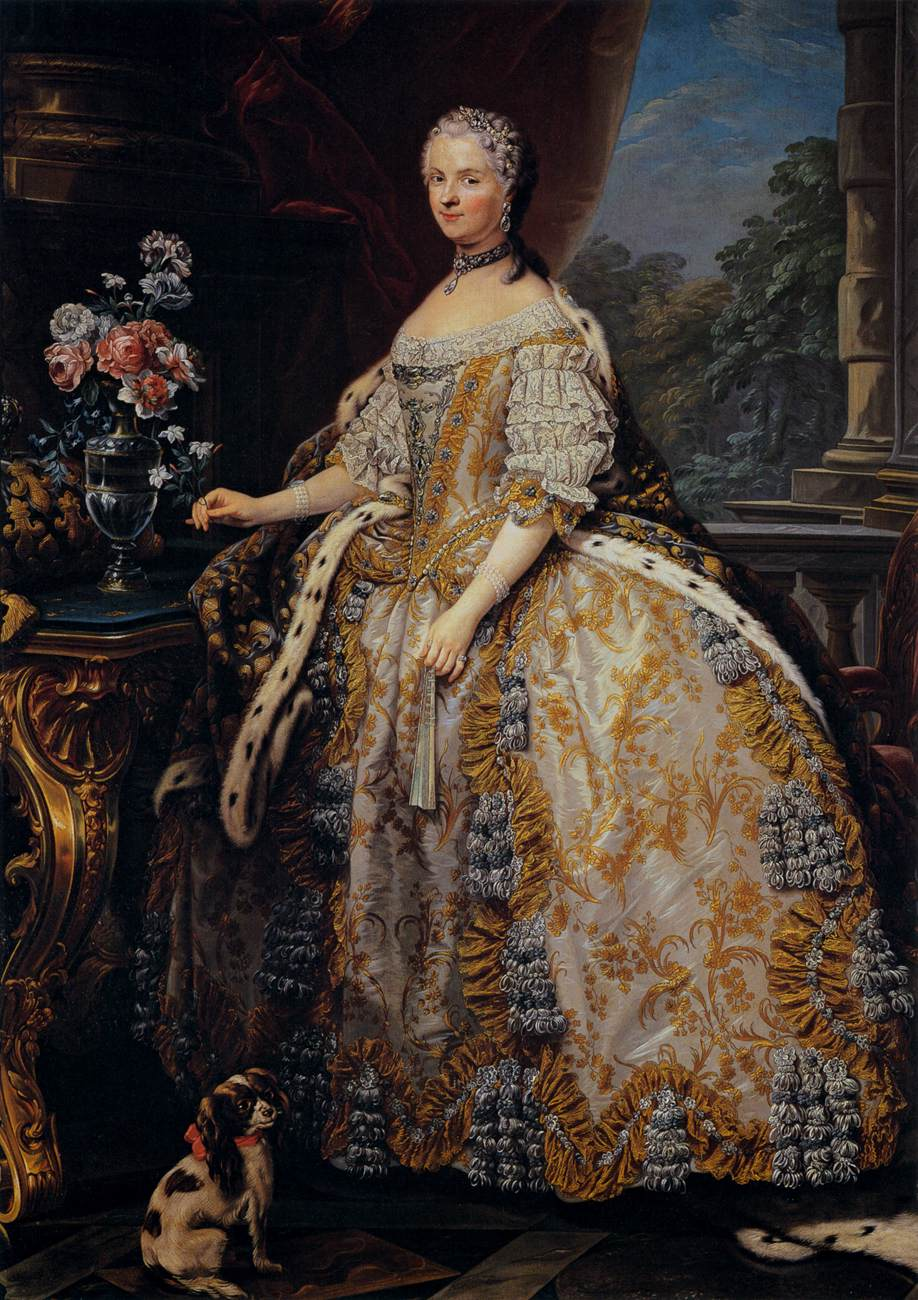
Marie Leszczynska

Une autre famille Leszczyński, sans lien de parenté, porte les armoiries Abdank.

## Blasons et devise
La famille Leszczyński utilise les armoiries du clan Wieniawa et sa devise est : Qui Lescynsciorum genus ignorat, Poloniae ignorat.

Blason du roi Stanislas Ier Leszczyński
Blason de Stanislas Ier Leszczyński en tant que roi de Pologne et duc de Lorraine
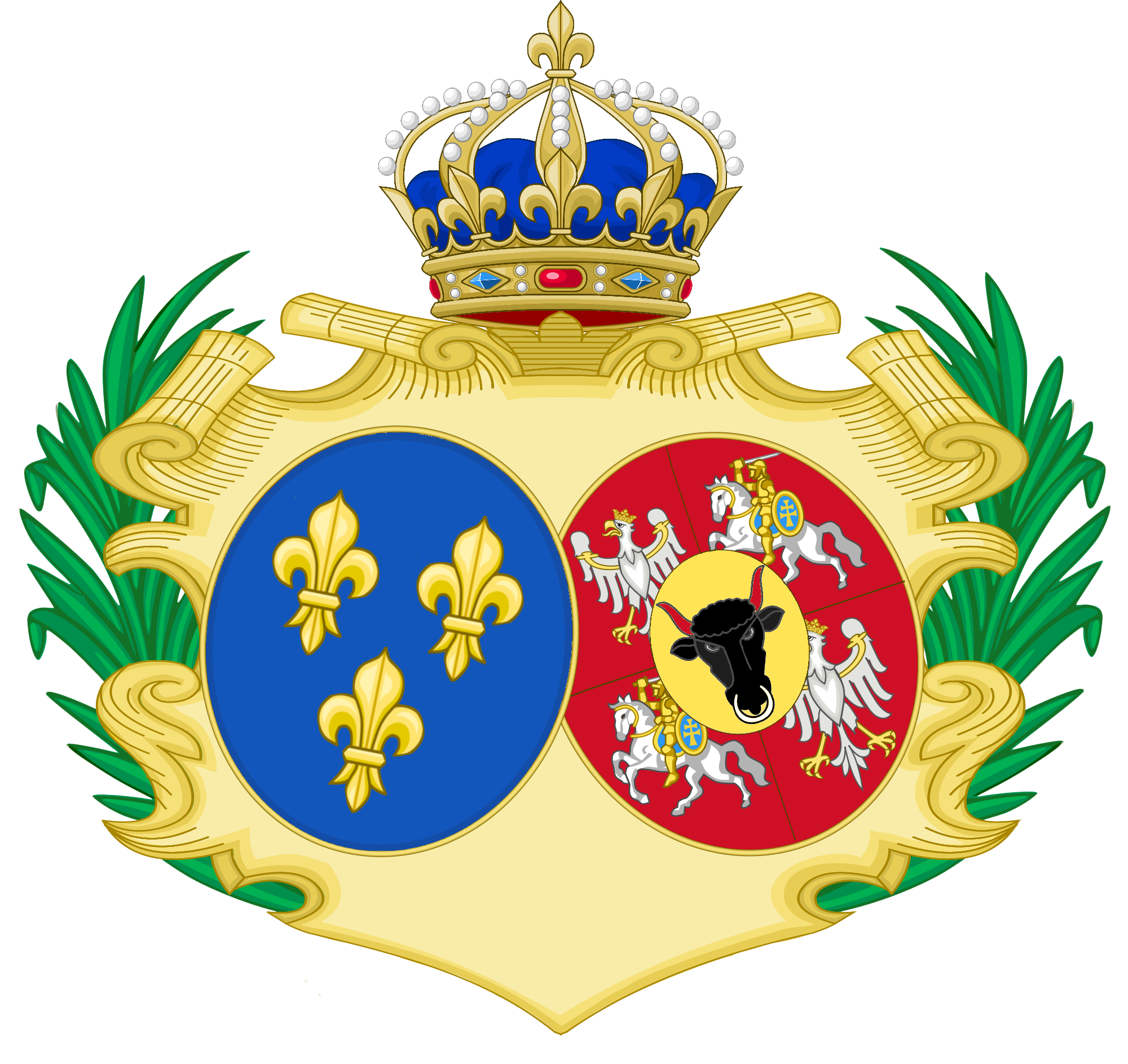
Blason de Marie Leszczyńska en tant que reine de France

## Membres notables
- Rafał Leszczyński (mort en 1441), Chambellan de Kalisz, staroste général de Grande-Pologne, fondateur de la famille Leszczyński ;
- Rafał Leszczyński (pl) (v. 1526-1592), voïvode de Brześć Kujawski (pl) et castellan de Śrem ;
- Wacław Leszczyński (1576–1628), voïvode de Kalisz, Grand chancelier de Pologne ;
- Rafał Leszczyński (pl) (1579–1636), voïvode de Bełz, chef des calvinistes polonais ;
- Jan Leszczyński (1603-1678), Grand chancelier de Pologne ;
- Wacław Leszczyński (1605–1666), évêque de Warmie (pl), primat de Pologne ;
- Przecław Leszczyński (1605-1670), voïvode de Dorpat ;
- Andrzej Leszczyński (pl) (1606–1651), Palatin de la Voïvodie de Dorpat (pl) ;
- Andrzej Leszczyński (pl) (1608–1658), primat de Pologne, Grand chancelier de Pologne ;
- Bogusław Leszczyński (1614–1659), grand trésorier (pl) et chancelier de la Couronne ;
- Jan Leszczyński (mort en 1657), évêque de Kijów (pl) (Kiev) ;
- Samuel Leszczyński (1637-1676), poète, voïvode de Dorpat ;
- Rafał Leszczyński (1650–1703), grand trésorier de la Couronne ;
- Stanislas Leszczynski (1677–1766), roi de Pologne puis duc de Lorraine, marié à Catherine Opalinska ;
- Marie Leszczynska (1703–1768), reine de France, mariée à Louis XV.

## Descendants notables
Parmi les descendants de Stanislas Leszczyński, on compte quatre rois de France et de Navarre, deux rois des Deux-Siciles (it), deux rois d'Étrurie, deux rois d'Italie (simultanément empereur d'Éthiopie et roi d'Albanie (sq)), six rois et une reine d'Espagne, deux empereurs du Brésil (simultanément un roi du Portugal et d'Algarve), cinq rois et une reine du Portugal et d'Algarve, un empereur d'Autriche (simultanément roi de Hongrie), cinq rois de Saxe, quatre rois de Belgique, un roi de Bavière, deux tsars de Bulgarie, trois rois de Roumanie, un roi de Yougoslavie, deux princes de Liechtenstein, deux grands-ducs et deux grandes-duchesses de Luxembourg, plusieurs reines consorts et plusieurs rois titulaires.

### Généalogie
- Stanislas Leszczynski, épouse Catherine Opalinska
  - Marie Leszczynska, épouse Louis XV de France
    - Louise-Élisabeth de France, épouse Philippe Ier de Parme
      - Isabelle de Bourbon-Parme, épouse Joseph II du Saint-Empire
      - Ferdinand Ier de Parme, épouse Marie-Amélie d'Autriche
        - Caroline de Bourbon-Parme, épouse Maximilien de Saxe (descendant du roi Jean III Sobieski)
          - Marie de Saxe
            - Auguste-Ferdinande de Habsbourg-Toscane
              - Louis III de Bavière 

          - Frédéric-Auguste II de Saxe 
          - Jean Ier de Saxe 
            - Élisabeth de Saxe
              - Marguerite de Savoie
                - Victor-Emmanuel III 
                  - Humbert II d'Italie 
                    - Jeanne de Savoie
                      - Siméon II de Saxe-Cobourg-Gotha 

            - Albert Ier de Saxe 
            - Frédéric-Auguste Ier de Saxe 
            - Georges Ier de Saxe 
              - Frédéric-Auguste III de Saxe 
              - Marie-Josèphe de Saxe
                - Charles Ier d'Autriche 
                  - Otto de Habsbourg-Lorraine

          - Marie-Josèphe de Saxe

        - Louis Ier d'Étrurie 
          - Charles II de Parme 

      - Marie-Louise de Bourbon-Parme
        - Charlotte-Joachime d'Espagne
          - Michel Ier de Portugal 
            - Marie-Josèphe de Bragance
              - Marie-Adélaïde de Luxembourg 
              - Charlotte de Luxembourg 
                - Jean de Luxembourg 

              - Élisabeth en Bavière
                - Léopold III de Belgique 
                  - Baudouin de Belgique 
                  - Albert II de Belgique 
                    - Philippe de Belgique , marié à Mathilde d'Udekem d'Acoz, fille de la comtesse Anne-Marie Komorowska (l'actuel roi des Belges)

                  - Joséphine-Charlotte de Belgique
                    - Henri de Luxembourg  (l'actuel grand-duc de Luxembourg)

            - Marie-Thérèse de Bragance
              - Élisabeth de Habsbourg-Lorraine
                - François-Joseph II de Liechtenstein 
                  - Hans-Adam II de Liechtenstein  (l'actuel prince de Liechtenstein)

          - Pierre Ier du Brésil 
            - Pierre II du Brésil 
            - Marie II de Portugal 
              - Pierre V de Portugal 
              - Louis Ier de Portugal 
                - Charles Ier de Portugal 
                  - Manuel II de Portugal 

              - Antónia de Portugal
                - Ferdinand Ier de Roumanie 
                  - Carol II de Roumanie 
                    - Michel Ier de Roumanie 
                      - Margareta de Roumanie 

                  - Marie de Roumanie
                    - Pierre II de Yougoslavie 

        - Marie-Louise d'Étrurie, duchesse de Lucques
        - Ferdinand VII d'Espagne 
          - Isabelle II d'Espagne 

        - Marie-Isabelle d'Espagne
          - Ferdinand II des Deux-Siciles 
            - François II des Deux-Siciles 
            - Alphonse de Bourbon-Siciles
              - Charles de Bourbon-Siciles
                - María de las Mercedes de Borbón y Orleans
                  - Juan Carlos Ier d'Espagne 
                    - Felipe VI d'Espagne  (l'actuel roi d'Espagne)

        - Ferdinand VII d'Espagne
          - Isabelle II d'Espagne 
            - Alphonse XII d'Espagne 
              - Alphonse XIII d'Espagne 

    - Louis de France
      - Louis XVI de France 
        - Louis XVII de France

      - Louis XVIII de France 
      - Charles X de France 
        - Louis de France 
          - Louise d'Artois
            - Robert Ier de Parme 
              - Marie-Louise de Bourbon-Parme
                - Boris III de Bulgarie

## Palais

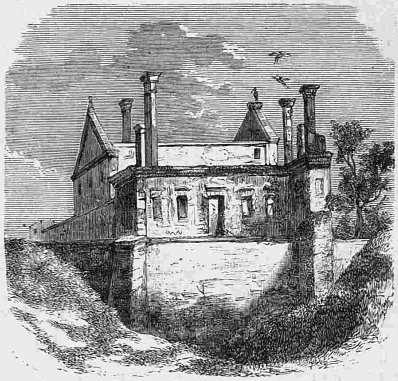
Ruines du château de Czartorysk (uk)
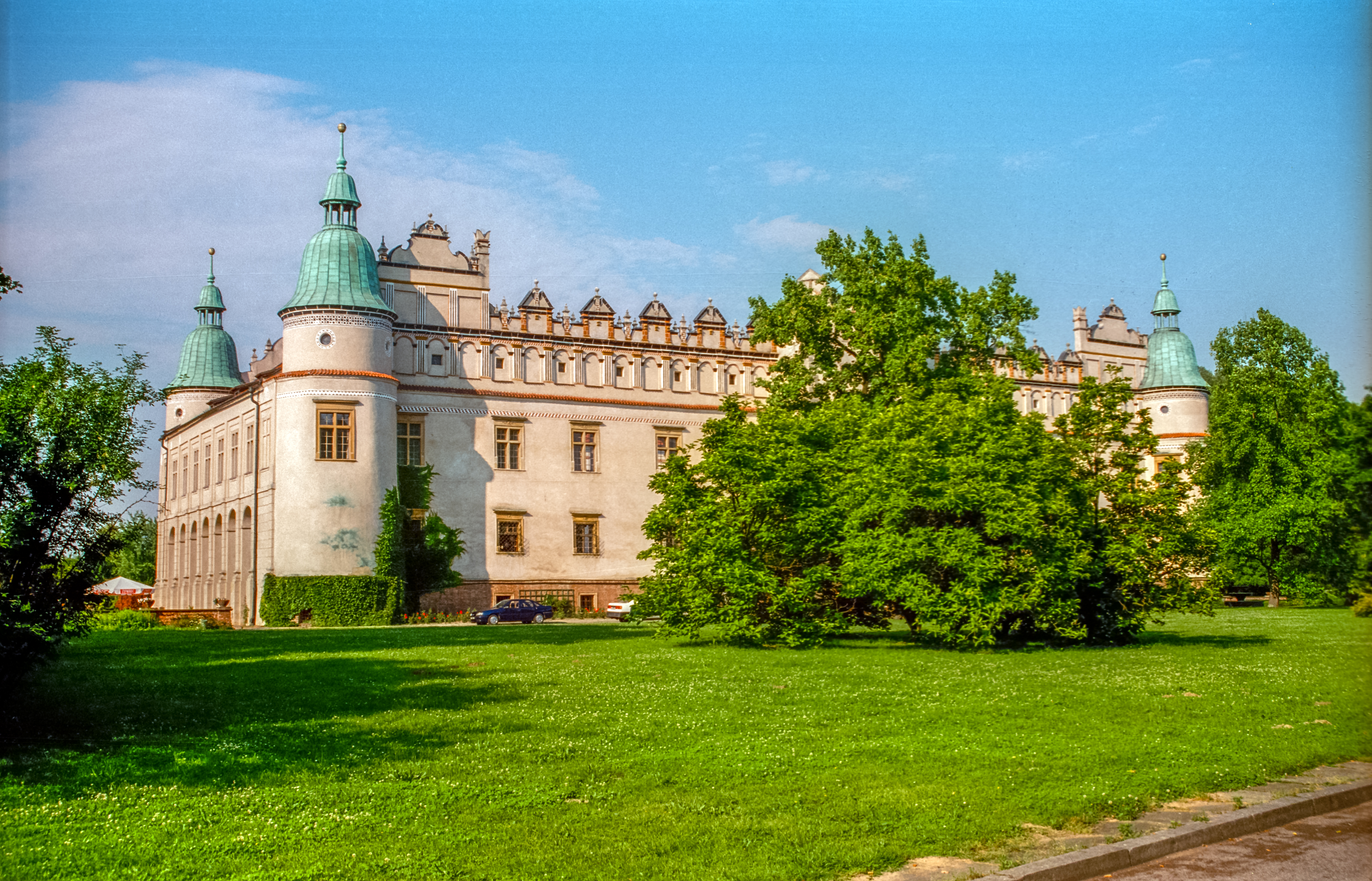
Château de Baranow Sandomierski
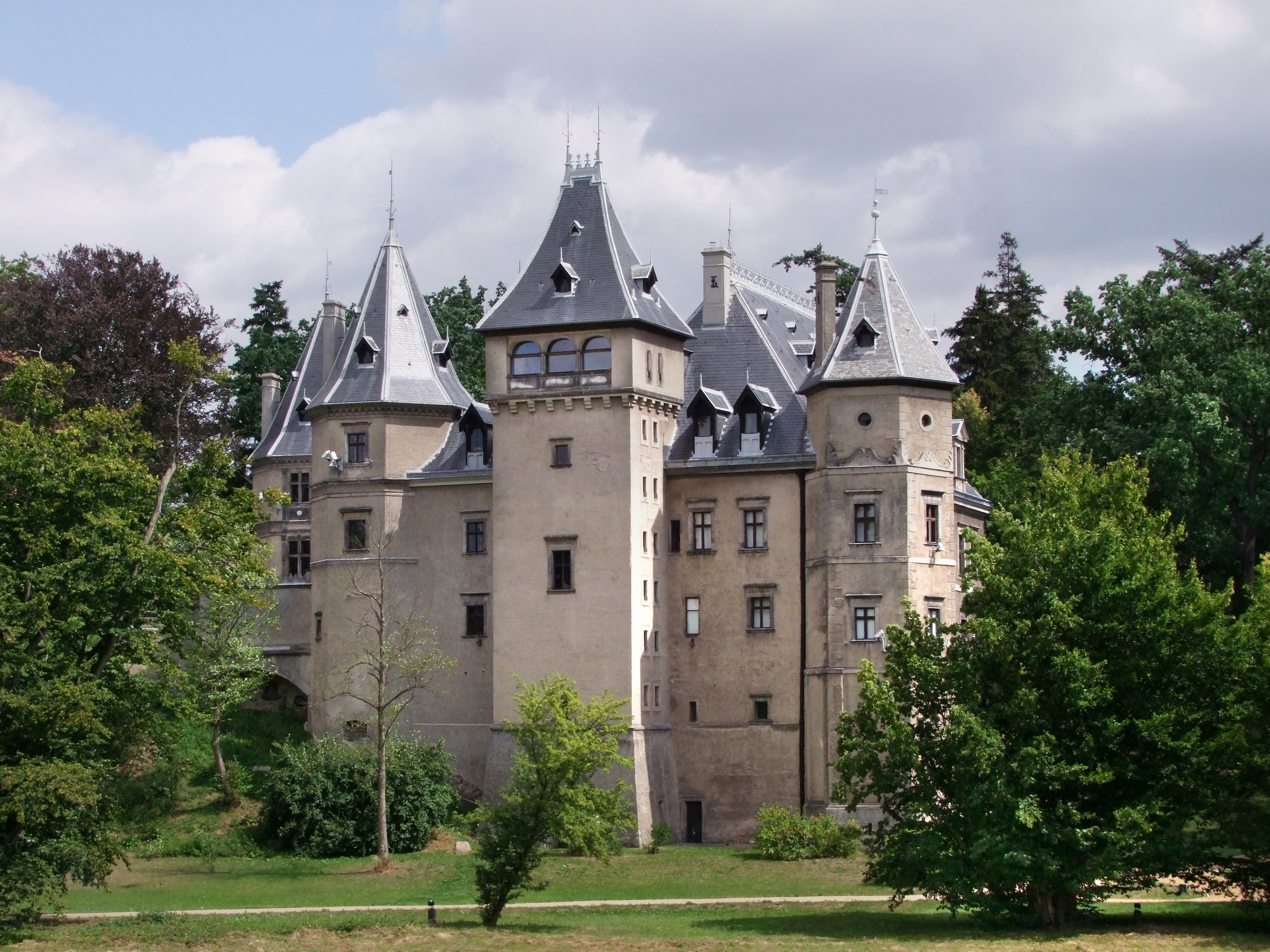
Château de Gołuchów
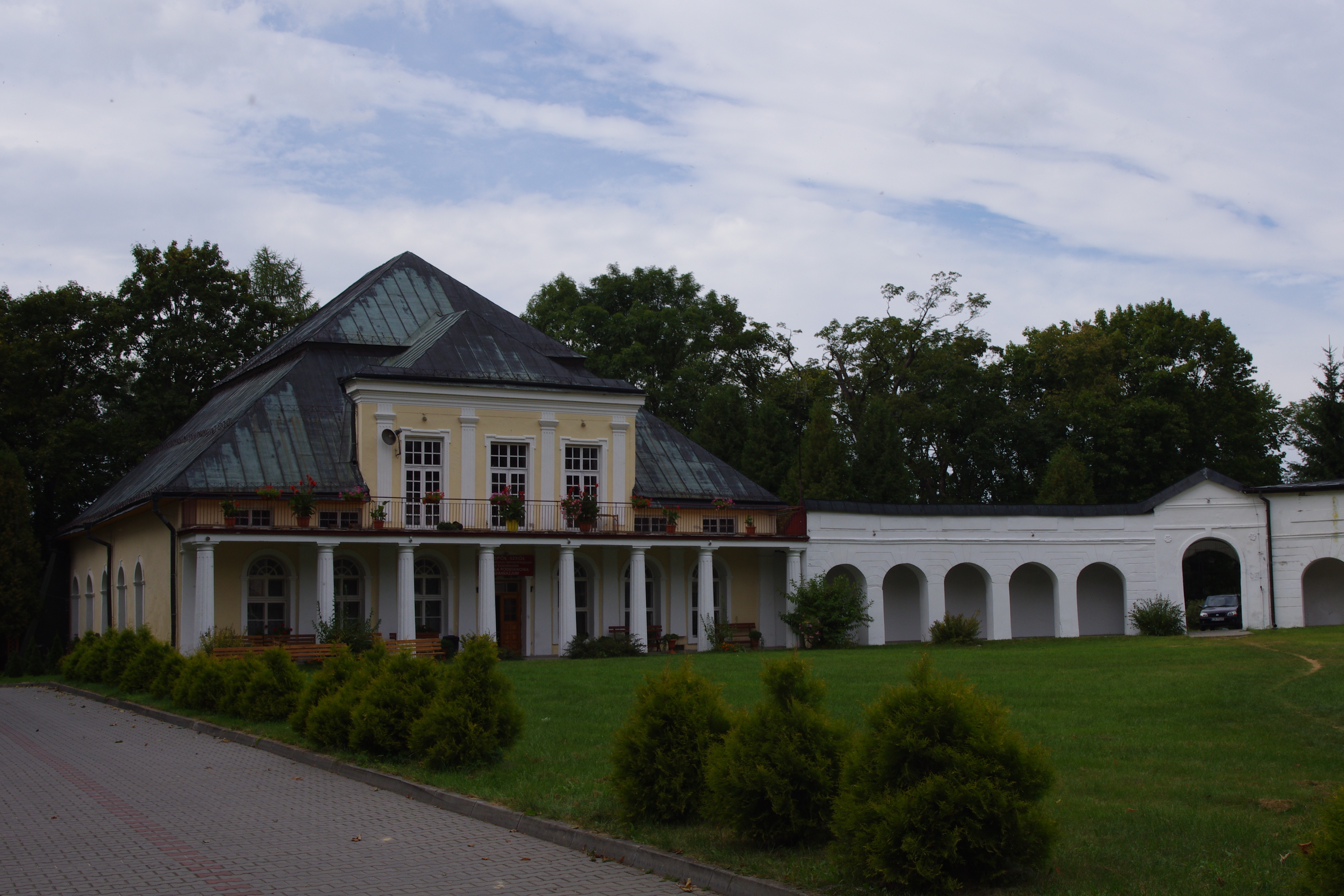
Palais de Krasnobród
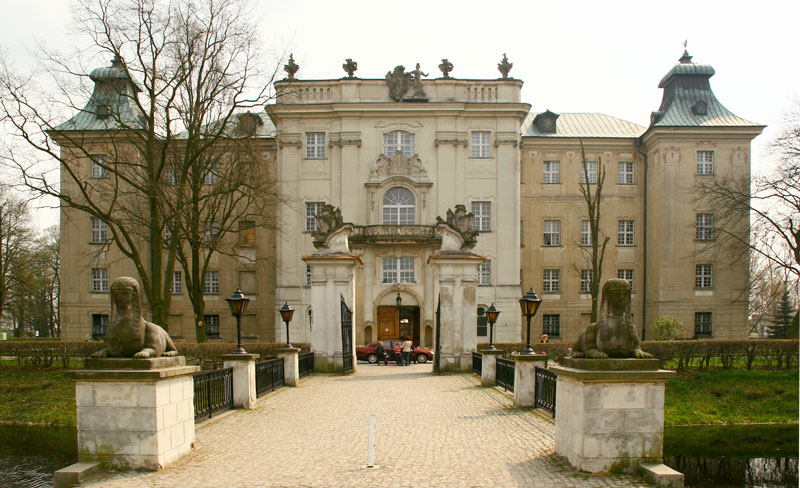
Le château de Rydzyna est reconstruit en 1700 par Pompeo Ferrari.
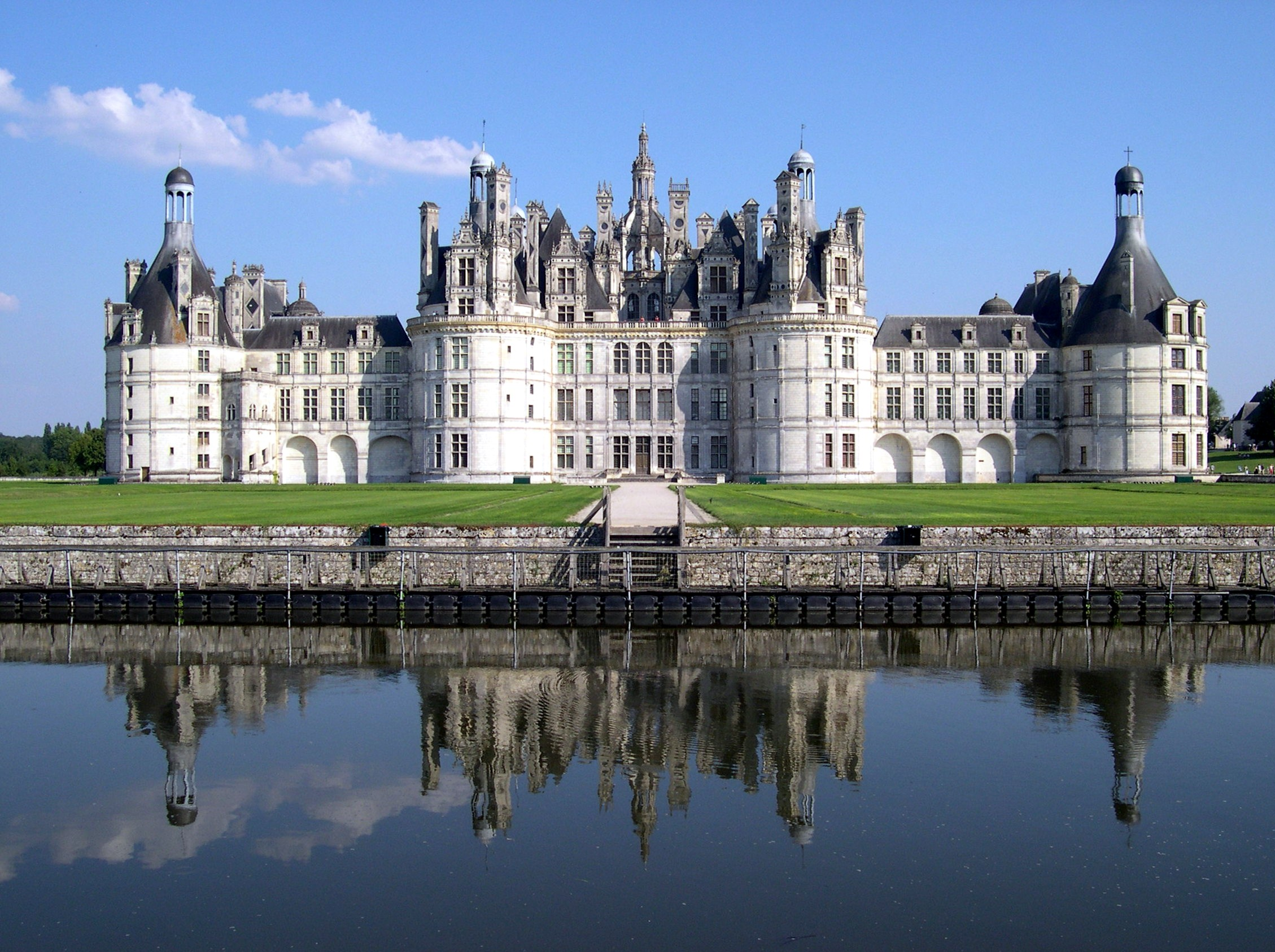
Château de Chambord, où Stanislas Leszczyński vit entre 1725 et 1733.
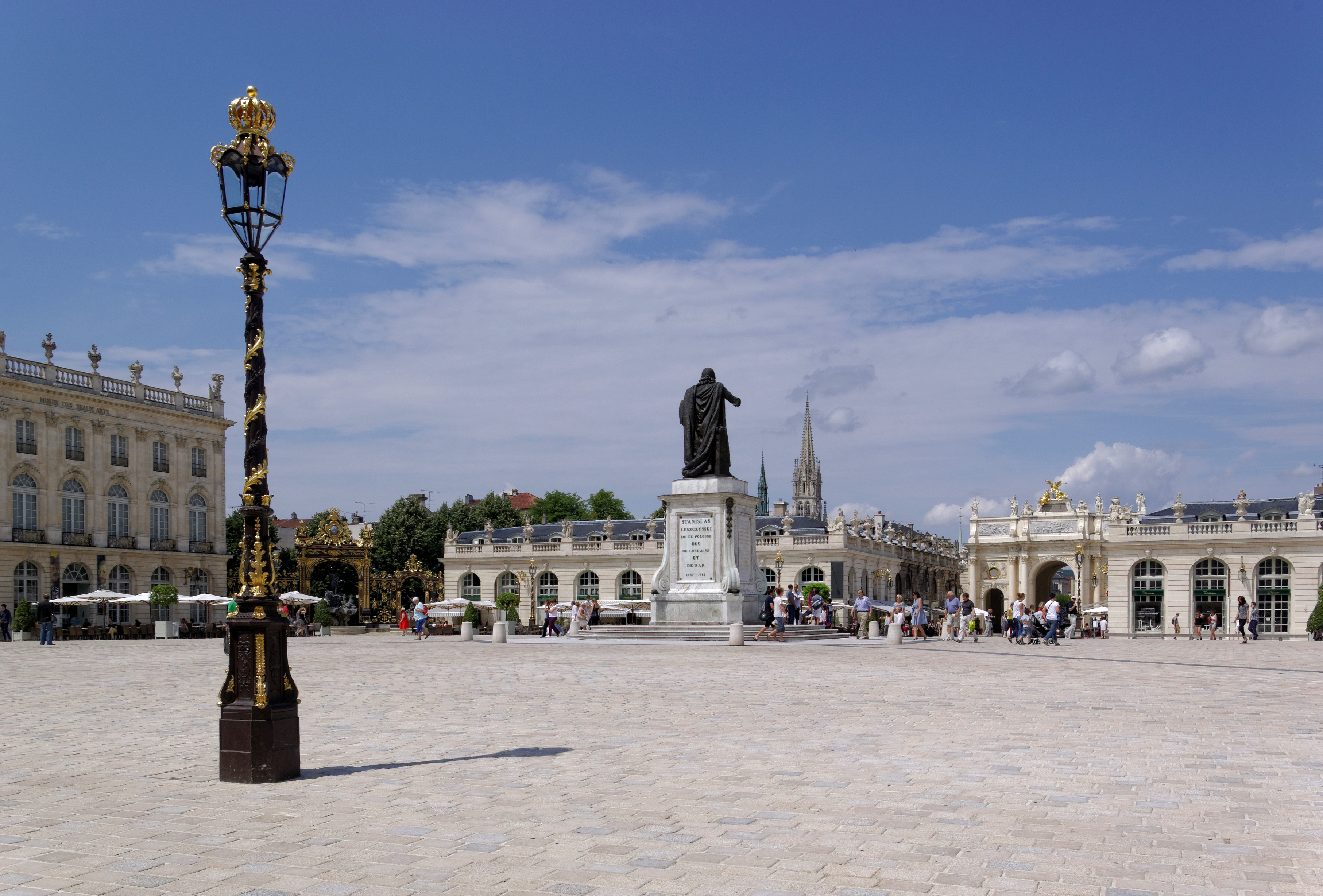
Place Stanislas à Nancy, construite entre 1751 et 1755.
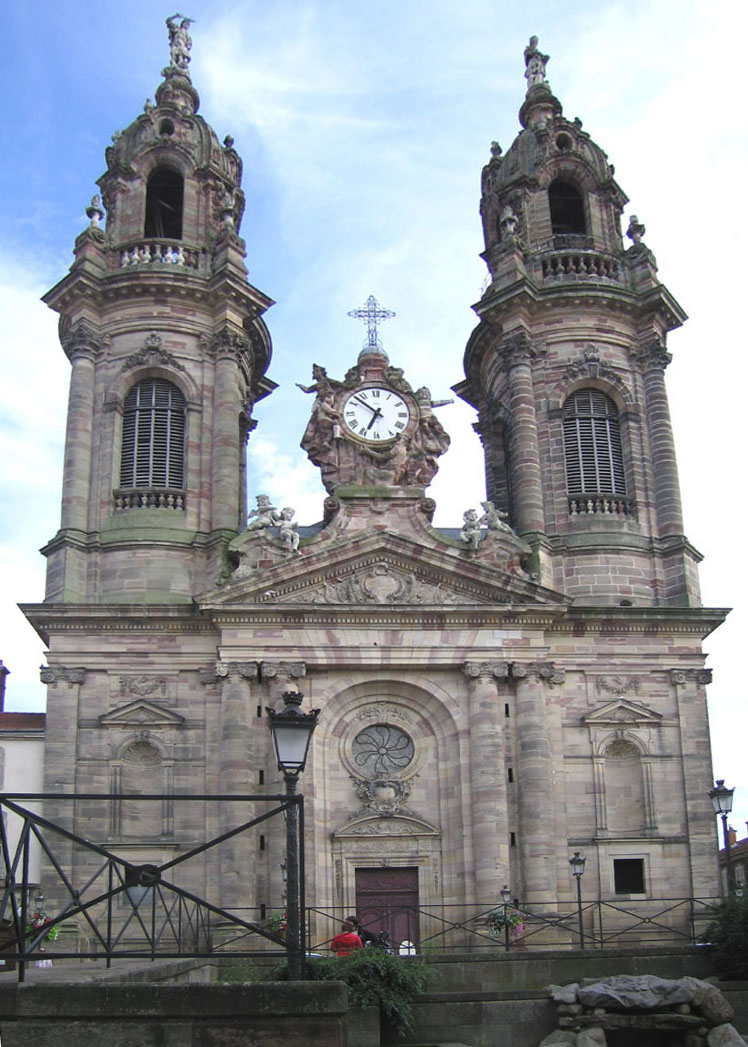
Église Saint-Jacques de Lunéville, construite par Stanislas en 1745.
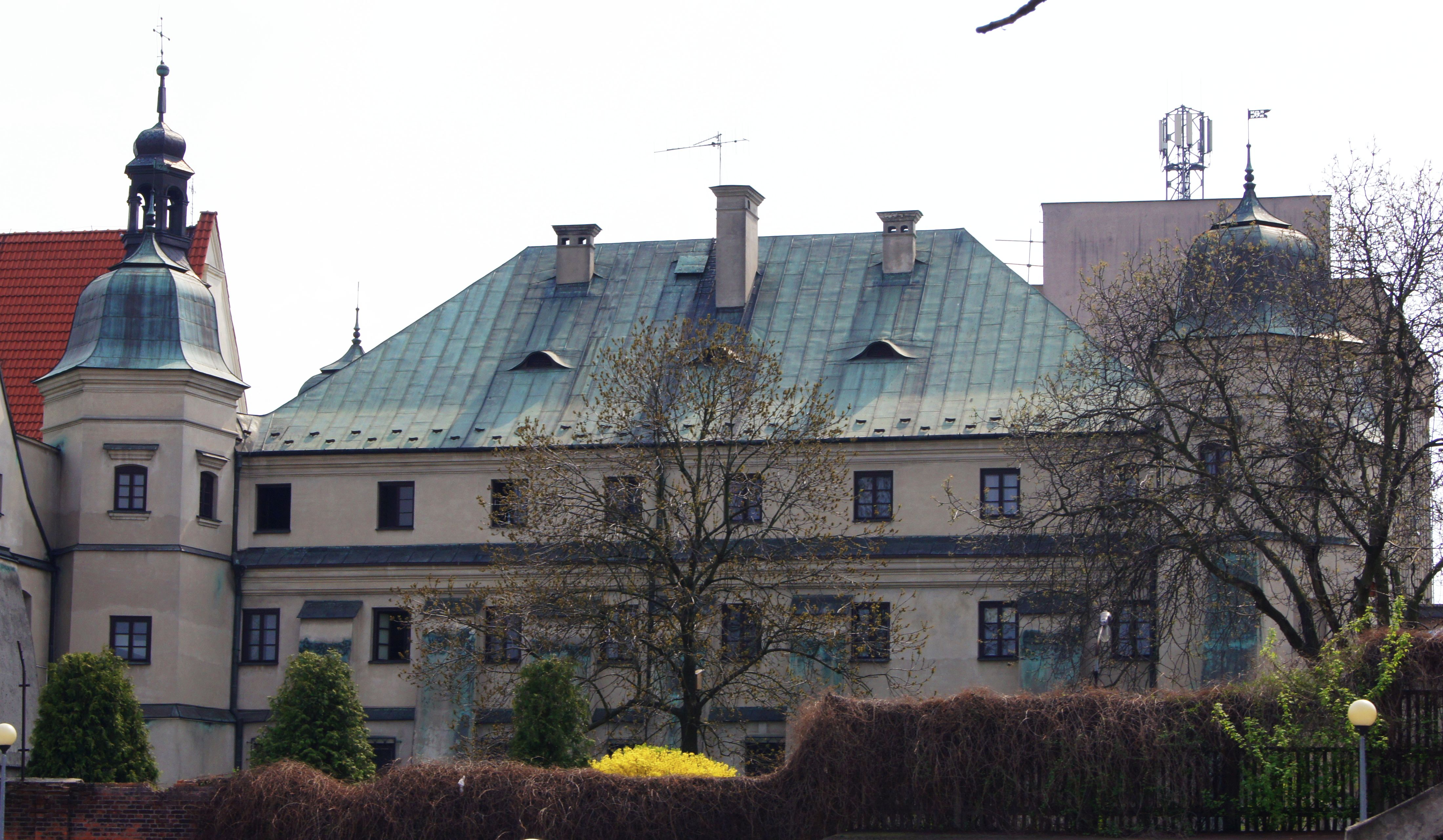
Manoir de Rafał Leszczyński à Lublin